# Sitio Paleontológico de Água Negra
Sitio Paleontológico de Água Negra está situado en el distrito de Água Negra en la ciudad de São Martinho da Serra, Rio Grande do Sul, Brasil. El sitio está a unos 8 km de la ciudad de Santa Maria. Sitio pertenece a lo geoparque de Paleorrota.